# Liste der Kulturdenkmäler in Neuheilenbach
In der Liste der Kulturdenkmäler in Neuheilenbach sind alle Kulturdenkmäler der rheinland-pfälzischen Ortsgemeinde Neuheilenbach aufgeführt. Grundlage ist die Denkmalliste des Landes Rheinland-Pfalz (Stand: 27. Juni 2022).

## Einzeldenkmäler
| Bezeichnung | Lage                                       | Baujahr         | Beschreibung                                               | Bild |
| ----------- | ------------------------------------------ | --------------- | ---------------------------------------------------------- | ---- |
| Wegekreuz   | Bergstraße, gegenüber Nr. 13 Lage          | 1772            | reich skulptiertes, barockes Schaftkreuz, bezeichnet 1772  | BW   |
| Wegekreuz   | Hauptstraße, zwischen Nr. 3 und Nr. 9 Lage | 18. Jahrhundert | barockes Schaftkreuz, 18. Jahrhundert (Abschlusskreuz neu) | BW   |